# Obsesiones
Obsesiones es el título del 12°. álbum de estudio grabado por la cantante mexicana Yuri. Fue lanzado al mercado bajo los sellos discográficos Sony Discos y Columbia Records el 13 de octubre de 1992. El álbum Obsesiones fue dirigido y producido de nueva cuenta por el compositor y productor musical español Mariano Pérez Bautista.

## Antecedentes
Una vez terminada su exitosa gira Sin Límites para promocionar su disco anterior, Yuri se toma algunos meses de descanso en los cuales comienza a trabajar en su nuevo álbum. Para este nuevo disco Yuri trabajaría con un nuevo grupo de productores y escritores de su compañía discográfica.

## Realización y promoción
Yuri se realiza cambió de color de su cabello por el rojo, como parte de la imagen de este álbum; este nuevo aspecto causó polémica, sobre todo por lo drástico del cambio de color de su cabello y, con motivo del Carnaval de Veracruz, volvería a su tono de cabello rubio, y sería coronada como "Reina" de dicho carnaval. 
Grabado y editado en Londres, Inglaterra en este trabajo se incluye la versión en español del tema “As Time Goes By” (Decir adiós) del soundtrack original de la película “Casablanca”, también su propia versión en español del clásico de Dionne Warwick “I’ll Never Love This Way Again” (Como te amé). Contiene el tema “Química perfecta” a dúo con Luis Enrique.
Destáquese también el tema "Para quererte más", un cóver del tema "Para quererte", que se hiciera famoso a mediados de la década de los 80's en la voz de la cantante dominicana Maridalia Hernández.

## Recepción
Los ejecutivos de la compañía discográfica seleccionan el tema "Decir adiós", un cover de la canción "As Times goes by" como sencillo de lanzamiento de este álbum, que, aunado al cambio de imagen de la veracruzana, éste no es bien recibido por el público debido a ser una balada lenta y al estar acostumbrados al ritmo bailable-pop que venía manejando Yuri en sus últimos discos, afectando así las ventas iniciales del disco. Sin embargo, este disco es considera como uno de los mejores álbumes en toda su carrera artística. El segundo sencillo sería el tema "Química Perfecta" (a dúo con Luis Enrique), del cual hicieron juntos un videoclip; el tercero sería el tema bailable de pop latino "Así es la vida" y por último, el cuarto single sería el exitoso tema "Poligamia", cuyo videoclip fue grabado en el Salto de Eyipantla, en Catemaco, Veracruz.

## Lista de canciones
| Pista | Título                                               | Autor(es)                                                              | Duración |
| ----- | ---------------------------------------------------- | ---------------------------------------------------------------------- | -------- |
| 01    | Decir adiós (A través de los años) (As time goes by) | Herman Huffeld Adapt: al español: Luis Gómez-Escolar                   | 3:55     |
| 02    | Así es la vida                                       | D.R.A. Adapt: al español: Carlos Lara                                  | 3:48     |
| 03    | Yo te amaré                                          | Mariano Pérez · Javier Losada                                          | 4:17     |
| 04    | Este es mi chico                                     | Mariano Pérez · Javier Losada                                          | 3:31     |
| 05    | Como te amé (I'll never love this way again)         | Richard Kerr · Will Jennings Adapt: al español: Graciela Carballo      | 3:33     |
| 06    | Poligamia                                            | Michael Sullivan · Paulo Massadas Adapt: al español: Graciela Carballo | 4:11     |
| 07    | Para quererte más                                    | Manuel Tejada · José Antonio Rodríguez                                 | 3:54     |
| 08    | Por vivir                                            | Mariano Pérez · Javier Losada                                          | 5:04     |
| 09    | Nadie va a extrañarte más                            | Mariano Pérez · Javier Losada                                          | 3:40     |
| 10    | La mujer que soy                                     | Fernando Riba · Kiko Campos                                            | 4:15     |
| 11    | Química perfecta (Dúo con Luis Enrique)              | Ángel "Cucco" Peña · Guadalupe García García                           | 4:29     |
| 12    | Perdida                                              | Reinaldo Arias · Claudio Rabello Adapt: al español: Graciela Carballo  | 5:06     |